# Europamesterskabet i fodbold 2021, Gruppe C
Gruppe C ved Europamesterskabet i fodbold 2020 fandt sted fra 13. til 21. Juni 2021 på Johan Cruyff Arena i Amsterdam og på Arena Națională i Bucharest. Gruppen består af Holland, Ukraine, Østrig and Nordmakedonien.

## Hold
| Lodtræknings position | Hold           | Lag | Metode til kvalifikation | Dato for kvalifikation | Deltagelse i slutrunder | Sidste deltagelse | Tidligere bedste placering | Kvalificerende Rankings November 2019 | FIFA Ranking Juni 2021 |
| --------------------- | -------------- | --- | ------------------------ | ---------------------- | ----------------------- | ----------------- | -------------------------- | ------------------------------------- | ---------------------- |
| C1                    | Holland (vært) | 2   | Gruppe C toer            | 16 November 2019       | 10.                     | 2012              | Vinder (1988)              | 11                                    | 16                     |
| C2                    | Ukraine        | 1   | Gruppe B vinder          | 14 Oktober 2019        | 3.                      | 2016              | Gruppespil (2012, 2016)    | 6                                     | 24                     |
| C3                    | Østrig         | 3   | Gruppe G toer            | 16 November 2019       | 3.                      | 2016              | Gruppespil (2008, 2016)    | 16                                    | 23                     |
| C4                    | Nordmakedonien | 4   | Play-off Path D vinder   | 12 November 2020       | 1.                      | —                 | Debut                      | 30                                    | 62                     |

Noter

## Standings
| Pos | Hold           | K | V | U | T | M+ | M- | MF | P | Kvalifikation              |
| --- | -------------- | - | - | - | - | -- | -- | -- | - | -------------------------- |
| 1   | Holland        | 3 | 3 | 0 | 0 | 8  | 2  | +6 | 9 | Går videre til slutspillet |
| 2   | Østrig         | 3 | 2 | 0 | 1 | 4  | 3  | +1 | 6 | Går videre til slutspillet |
| 3   | Ukraine        | 3 | 1 | 0 | 2 | 4  | 5  | −1 | 3 | Går videre til slutspillet |
| 4   | Nordmakedonien | 3 | 0 | 0 | 3 | 2  | 8  | −6 | 0 |                            |

## Kampe

### Østrig vs Nordmakedonien
| 13. juni 2021 18:00 (19:00 UTC+3) |

| Østrig                                          | 3–1     | Nordmakedonien |
| ----------------------------------------------- | ------- | -------------- |
| - Lainer 18' - Gregoritsch 78' - Arnautović 89' | Rapport | - Pandev 28' · |

| Arena Națională, Bucharest Tilskuere: 9.082 Dommer: Andreas Ekberg (Sverige) |

| Østrig | Nordmakedonien |

| GK              | 13 | Daniel Bachmann       |     |       |
| RB              | 21 | Stefan Lainer         | 85' |       |
| CB              | 3  | Aleksandar Dragović   |     | 46'   |
| CB              | 4  | Martin Hinteregger    |     |       |
| LB              | 2  | Andreas Ulmer         |     |       |
| RM              | 19 | Christoph Baumgartner |     | 58'   |
| CM              | 24 | Konrad Laimer         |     | 90+3' |
| CM              | 23 | Xaver Schlager        |     | 90+4' |
| LM              | 8  | David Alaba (anfører) |     |       |
| AM              | 9  | Marcel Sabitzer       |     |       |
| CF              | 25 | Saša Kalajdžić        |     | 59'   |
| Indskiftninger: |    |                       |     |       |
| DF              | 15 | Philipp Lienhart      |     | 46'   |
| FW              | 11 | Michael Gregoritsch   |     | 58'   |
| FW              | 7  | Marko Arnautović      |     | 59'   |
| MF              | 14 | Julian Baumgartlinger |     | 90+3' |
| MF              | 6  | Stefan Ilsanker       |     | 90+4' |
| Træner:         |    |                       |     |       |
| Franco Foda     |    |                       |     |       |

| GK              | 1  | Stole Dimitrievski     |     |     |
| CB              | 13 | Stefan Ristovski       |     |     |
| CB              | 14 | Darko Velkovski        |     |     |
| CB              | 6  | Visar Musliu           |     | 86' |
| RWB             | 16 | Boban Nikolov          |     | 63' |
| LWB             | 8  | Ezgjan Alioski         | 52' |     |
| CM              | 17 | Enis Bardhi            |     | 82' |
| CM              | 5  | Arijan Ademi           |     |     |
| CM              | 21 | Elif Elmas             |     |     |
| CF              | 10 | Goran Pandev (anfører) |     |     |
| CF              | 9  | Aleksandar Trajkovski  | 42' | 63' |
| Indskiftninger: |    |                        |     |     |
| DF              | 2  | Egzon Bejtulai         |     | 63' |
| MF              | 15 | Tihomir Kostadinov     |     | 63' |
| FW              | 7  | Ivan Trichkovski       |     | 82' |
| MF              | 26 | Milan Ristovski        |     | 86' |
| Træner:         |    |                        |     |     |
| Igor Angelovski |    |                        |     |     |

| Man of the Match: David Alaba (Østrig) Linjedommere: Mehmet Culum (Sverige) Stefan Hallberg (Sverige) Fjerde official: Sergei Karasev (Rusland) Reserve assistant referee: Igor Demeshko (Rusland) Video assistant dommer: Bastian Dankert (Tyskland) Assistant video assistant dommere: Chris Kavanagh (England) Benjamin Pagès (Frankrig) Jérôme Brisard (Frankrig) |

### Holland vs Ukraine
| 13. juni 2021 21:00 |

| Holland                                       | 3–2     | Ukraine                            |
| --------------------------------------------- | ------- | ---------------------------------- |
| - Wijnaldum 52' - Weghorst 58' - Dumfries 85' | Rapport | - Yarmolenko 75' - Yaremchuk 79' · |

| Johan Cruyff Arena, Amsterdam Dommer: Felix Brych (Tyskland) |

| Assistant referees: Mark Borsch (Germany) Stefan Lupp (Germany) Fourth official: Bartosz Frankowski (Poland) Reserve assistant referee: Marcin Boniek (Poland) Video assistant referee: Marco Fritz (Germany) Assistant video assistant referees: Christian Dingert (Germany) Lee Betts (England) Stuart Attwell (England) |

### Ukraine vs Nordmakedonien
| 17. juni 2021 15:00 (16:00 UTC+3) |

| Ukraine                          | 2–1     | Nordmakedonien  |
| -------------------------------- | ------- | --------------- |
| - Yarmolenko 29' - Yaremchuk 34' | Rapport | - Alioski 57' · |

| Arena Națională, Bucharest |

### Holland vs Østrig
| 17. juni 2021 21:00 |

| Holland                           | 2–0     | Østrig |
| --------------------------------- | ------- | ------ |
| - Depay 11' (str.) - Dumfries 67' | Rapport |        |

| Johan Cruyff Arena, Amsterdam Tilskuere: 15.243 |

### Nordmakedonien vs Holland
| 21. juni 2021 18:00 |

| Nordmakedonien | 0–3     | Holland                            |
| -------------- | ------- | ---------------------------------- |
|                | Rapport | - Depay 24' - Wijnaldum 50', 58' · |

| Johan Cruyff Arena, Amsterdam Tilskuere: 15.227 Dommer: István Kovács (Rumænien) |

### Ukraine vs Østrig
| 21. juni 2021 18:00 (19:00 UTC+3) |

| Ukraine | 0–1     | Østrig              |
| ------- | ------- | ------------------- |
|         | Rapport | - Baumgartner 21' · |

| Arena Națională, Bucharest Tilskuere: 10,472 Dommer: Cüneyt Çakır (Tyrkiet) |

## References
1. ↑  "Europamesterskabet i fodbold 2021: 2021 Kamp schedule" (PDF). UEFA.com. Union of European Football Associations. maj 2021. Hentet 12. maj 2021. (Webside ikke længere tilgængelig)
2. ↑  Samlet ranking fra Kvalifikation til EM i fodbold fra november 2019 blev benyttet til seedning til den endelige lodtrækning.
3. ↑  "Full Time Summary – Østrig v Nordmakedonien" (PDF). UEFA.com. Union of European Football Associations. 13. juni 2021. Hentet 13. juni 2021.
4. 1 2 3  "Tactical Line-ups – Austria v North Macedonia" (PDF). UEFA.com. Union of European Football Associations. 13. juni 2021. Hentet 13. juni 2021.
5. ↑  "Every EURO 2020 Star of the Match". UEFA.com. Union of European Football Associations. 11. juni 2021. Hentet 21. juni 2021.